# Hussain Mohamed Hassan
Hussain Mohamed Hassan (arab. حسين محمد حسن; ur. 20 lutego 1970) – kuwejcki judoka. Olimpijczyk z Barcelony 1992, gdzie zajął 24. miejsce w wadze półlekkiej.
Uczestnik mistrzostw świata w 1987, 1989 i 1993. Brązowy medalista mistrzostw Azji w 1988 roku.

## Letnie Igrzyska Olimpijskie 1992
| Konkurencja | Eliminacje        | Klas. końcowa |
| Konkurencja | Przeciwnik I      | Miejsce       |
| ----------- | ----------------- | ------------- |
| 65 kg       | Gao Erwei (CHN) P | 24.           |